# Карточный долг
«Карточный долг» (англ. Pistol Whipped) — боевик Роэля Рейна 2008 года со Стивеном Сигалом в главной роли.

## Сюжет
Мэтт — бывший полицейский, он отошёл от дел. Его уволили с работы по подозрению в похищении крупной суммы денег, после чего он пристрастился к алкоголю и азартным играм, проиграв больше миллиона долларов. Затем от Мэтта ушла жена, забрав с собой дочь. В перерывах между картами и выпивкой Мэтт посещает в церкви отца Джо.
В очередной раз проиграв крупную сумму денег, Мэтт узнает о том, что его долги перекупил некий влиятельный человек, который взамен требует выполнить для него работу. Через посредника Блу он даёт Мэтту задания на убийство некоторых криминальных авторитетов города. Убрав двоих: Бруно и Линга, Мэтт обнаруживает, что его следующая цель — старый друг и отчим его дочери Стив. Он предупреждает об опасности Стива, отказывается выполнять работу и собирается выйти из игры, но «коллеги» по организации уверяют его, что Стив замешан в грязных делах, более того, из-за него Мэтт потерял работу. В это время Стив, безуспешно пытаясь узнать информацию о том, где находится Мэтт, хладнокровно убивает отца Джо, а прибывшего на место происшествия Мэтта запирает на время в камере, однако затем выпускает. Блу забирает Мэтта, вышедшего из тюрьмы и увозит в безопасное место. Но взбешённый убийством священника тот идёт мстить прямиком на кладбище, где проходят похороны. Туда же направляются вооружённые Блу и Дреа. Между ними и людьми Стива завязывается перестрелка. Тим Уиллер берет в заложницы дочь Мэтта, а затем нападает на Дреа. С помощью Бекки Дреа удаётся убить Тима. В это время в перестрелке погибает Блу, а Мэтт убивает Стива, «кремируя» его в автомобиле. Перестрелка заканчивается, Мэтт встречается с дочерью, наладив с ней отношения.
В финале Дреа приносит Мэтту конверт со следующим заказом, а тот, оплатив наконец долги, выкупает свой дом.

## В ролях
| Актёр                 | Роль                                  |
| --------------------- | ------------------------------------- |
| Стивен Сигал          | Мэтт                                  |
| Бланчард Райан        | Лиз, бывшая жена Мэтта                |
| Лидия Джордан         | Бекки, дочь Мэтта                     |
| Марк Эллиот Уилсон    | Стив                                  |
| Лэнс Хенриксен        | Старик, работодатель Мэтта            |
| Пол Кальдерон         | Блу, «посланник» старика              |
| Рене Голдсберри       | Дреа Смолз, любовница и коллега Мэтта |
| Уасс Стивенс          | Тим Уиллер, подчинённый Стива         |
| Берни МакИнерни       | Отец Джо                              |
| Артур Дж. Наскарелла  | Бруно                                 |
| Fernando Chien        |                                       |
| Энтони Короне         | Один из игроков, обыгравший Мэтта     |
| John P. Gulino        |                                       |
| Corinne Palermo       |                                       |
| Carl Li               |                                       |
| Берни МакИнерни       |                                       |
| Мэтт Салинджер        |                                       |
| Лидия Джордан         |                                       |
| Марк Эллиот Уилсон    |                                       |
| Tim Gallin            |                                       |
| Артур Дж. Наскарелла  |                                       |
| Christopher Maggi     |                                       |
| Fast Ali              |                                       |
| Шерил Косенза         |                                       |
| Joe Mancini           |                                       |
| Alexander Ian Gruss   |                                       |
| Toru Ohno             |                                       |
| Samantha Ryan Maisano |                                       |
| Дуглас Кросби         |                                       |
| Кен Паркер            |                                       |
| Ли Вонг               |                                       |
| Эшли Гринфилд         |                                       |
| Rue DeBona            |                                       |
| Пол Марини            |                                       |
| Набуко Такей          |                                       |
| Эшли Гринфилд         | Официантка в баре                     |

## Съёмочная группа
- Режиссёр
  - Роэл Рэйн
- Сценарий
  - Дж. Д. Зэйк
- Продюсеры
  - Дональд Кушнер
  - Бинь Дань
  - Джо Хэлпин
  - Элвин Кушнер
  - Daniel Jonathan Weisinger
  - Meriwether Tull
- Композитор
  - Джеральд Брунскил
- Оператор
  - Ричард Крудо

## Критика
Фильм встретили лучше, чем многие другие работы Сигала Direct-to-video, которые обычно вызывали разочарование фанатов. Дэвид Нусайр из Reelfilm.com заявил, что фильм «… несомненно, продолжает восходящую тенденцию в карьере Стивена Сигала в последнее время …» и что в нём есть "… ряд удивительно приличных рукопашных схваток, которые повторяют некоторые из лучших моментов его первых дней ", хотя он критикует медленный темп сценария.
Автор книги Seagalogy, Верн, похвалил фильм, назвав его «классикой эпохи DTV», высоко оценив лучший, чем обычно, актёрский состав фильма (особенно Лэнса Хенриксена и Пола Кальдерона), нюансы сюжетной линии и готовность Сигала сыграть более ущербного персонажа, чем он обычно. Он сравнивает этот фильм с фильмом Жан-Клода Ван Дамма «До смерти» (2007) и фильмом Абеля Феррары «Плохой полицейский» (1992), где появляется более неполноценный главный герой.
Дэвид Джонсон из DVD Verdict дал фильму отрицательный отзыв, сказав, что «это вступление Сигала было скучным» и продолжил критиковать телосложение Сигала, называя сюжет «медленным, эмоционально надуманным и совершенно предсказуемым».
Бьорн Бехер из Filmstarts.de отметил, что «фильм предлагает довольно неубедительную историю, которая, по крайней мере, показывает Сигала в той роли, которая ему достаточно подходит. Благодаря актёру второго плана Полу Кальдерону, некоторым хорошим диалогам и двум боевым сценам, она может, по крайней мере, время от времени убеждать. Поскольку большие боевые сцены умело размещены в конце, заядлый клиент видеопроката, возможно, даже забудет скучный сюжет».